# Maasim
Maasim, es un municipio filipino de primera categoría, situado al sur de la isla de Mindanao. Forma parte de la provincia de Sarangani situada en la Región Administrativa de Soccsksargen también denominada Región XII. 
Para las elecciones está encuadrado en el único Distrito Electoral de esta provincia.

## Barrios
El municipio  de Maasim se divide, a los efectos administrativos, en 19 barangayes o barrios, conforme a la siguiente relación:
| - Amsipit - Bales - Colón - Daliao | - Kabatiol - Kablacán - Kamanga - Kanalo | - Lumasal - Lumatil - Malbang - Nomoh | - Pananag - Población (Maasim) - Siete Colinas (Seven Hills) - Tinoto |  |

## Historia

### Influencia española

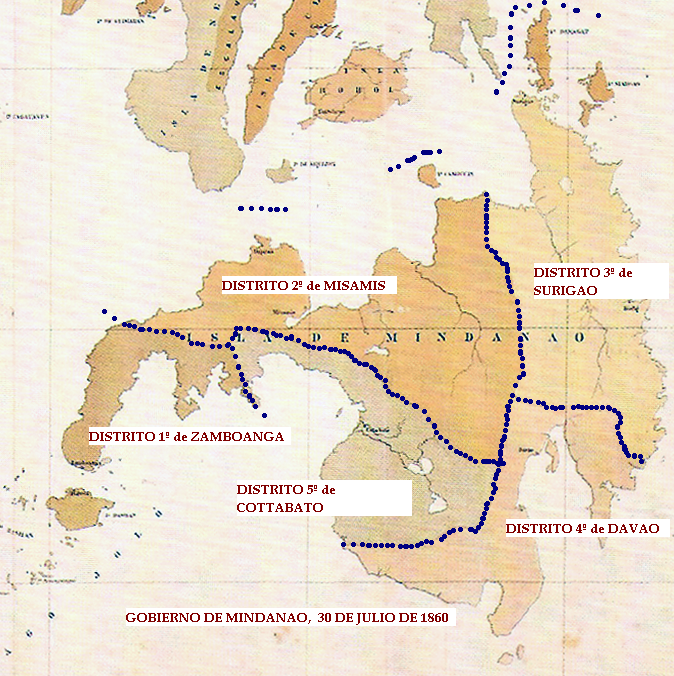
Gobierno de Mindanao: Los 5 Distritos creados por Real Decreto de 30 de julio de 1860.

El Distrito 4º de Dávao, llamado antes Nueva Guipúzcoa, cuya capital era el pueblo de Dávao e incluía la  Comandancia de Mati,   formaba  parte de la Capitanía General de Filipinas (1520-1898).

### Independencia
En 1966 fue creada la provincia de Cotabato del Sur.
El 21 de junio de 1969 los barrios de Lumasal, Kindap, Pananag, Lumatil, Kanalo, Bual, Daliao, Kablacan, Maasim, Vales, Colon, Kamanga, Seven Hills, Malbang, Lampane, Mahil, Dangan, Malalag, Coluby de  Cocub,  que hasta entonces formaban parte del municipio de  Kiamba y los sitios de Tinoto y de Bailat de la ciudad de General Santos, forman el nuevo municipio de Maasim.
Hasta 1992 esta provincia formaba el Tercer Distrito de Cotabato del Sur.
La provincia fue creada por Ley de la República N º 7228 de 16 de marzo de 1992, a iniciativa del congresista, James L. Chiongbian. Su esposa, Priscilla L. Chiongbian fue el primer gobernador de Sarangani, por lo que se les conoce como el Padre y la Madre de esta provincia.